# Eriocoelum rivulare
Eriocoelum rivulare là một loài thực vật có hoa trong họ Bồ hòn. Loài này được Exell mô tả khoa học đầu tiên năm 1921.